# Twangste
Lange vor der Gründung Königsbergs war Twangste oder Tuwangste (litauisch: Tvangstė, Tvanksta) der Name einer prußischen Burg nördlich der mittleren Pregelinsel. In ihrem Schutz lagen ein Fischerdorf Lipnick (das spätere Fischdorf) mit einem Ankerplatz und die Dörfer Tragheim und Sackheim, alle auf dem späteren Stadtgebiet, in der Mitte des heutigen Kaliningrads.
Neben der Wallanlage gründeten Lübecker Kaufleute 1242 eine Kaufmannssiedlung. Dort kreuzte sich eine Route der Bernsteinstraße mit der kurischen und der litauischen Straße.
Die Burg galt neben dem Handelsplatz Truso als Ausgangspunkt verschiedener Bernsteinrouten. Urkundlich erwähnt wird Twangste 1326 als „edicaverunt castri Kunigsberg … (apud Pruthenus dicitur) Tuwangste. Tunwangste e nomine silva, que fuit dicto loco“.
Der Ortsname Twangste, auch Tuwangste, Twangst, Twongst, Twoyngst bezeichnete einen Siedlungsplatz, der im späteren Stadtteil Burgfreiheit gelegen hat. Der Name bezieht sich auf die Nähe zum Schlossteich: prußisch „tuwi, tauwan“: nahe und „tuwangste“: Teich. Litauische Linguisten interpretieren den Namen als „Teich mit Damm“. Dieser Teich hatte in früheren Jahren einen offenen Abfluss zum Pregel. Nach einigen nicht unumstrittenen deutschen Quellen leitet sich der Name Twangste jedoch aus dem gotischen Wort „wangus“ ab, was einen Holzschlag, eine Lichtung in einem halb gerodeten Eichwald bezeichnet (vgl. dazu preußisch-litauisch „vanga“: Waldrodung). Peter von Dusburg spricht davon, dass die Preußen das Kastell, das die Ordensritter 1225 an der zu seiner Zeit „alte Burg“ genannten Stelle nach dem dort befindlichen Walde Tuwangste genannt hätten.
Twangste dürfte bis zum 8. Jahrhundert ein unbedeutendes Dorf gewesen sein, denn die internationalen Handelsrouten führten entlang der Haffstrände, der binnenlandigen Haffufer und natürlich über See. Lediglich Handelswege ins Binnenland führten den Pregel entlang. Auch die undurchdringliche Wildnis, die südlich von Ponarth begann, schloss aus, dass Twangste Anschluss an nach Süden gehende Handelswege haben konnte. Diese Urwälder wurden erst gegen  1400 trockengelegt und gehörten lange Zeit zum Waldamt Brandenburg und nicht zur Stadt Königsberg. Twangste wird erst in den späteren kriegerischen Zeiten, von denen Wulfstan berichtet, zu einer Fliehburg ausgebaut worden sein. Diese Burg dürfte in den samländischen Revolten gegen den Orden eine große Rolle gespielt haben. Vermutlich wurde sie vom Orden geschleift und zu einem Kastell ausgebaut, sonst hätte Peter von Dusburg nicht von „alter Burg“ sprechen können. Die Wehranlage Twangste wurde später von der Reichsbank überbaut.

„Einen wichtigeren Dienst aber leistete Ottokar dem Orden durch Erbauung von Königsberg. Auf einer Anhöhe in einem Eichenwalde, der damals Tvangste hieß, wurde auf einer von ihm bezeichneten Stelle diese Burg zur Bändigung der Samländer auf derjenigen Stelle erbaut, wo sich heutiges Tages die Stallungen vor dem Schlosse befinden. Die abgehauenen Eichen wurden, um der Faulniß zu widerstehen, an den Spitzen gebrannt, in die Erde gerammt, mit Planken benagelt, und im Innern dieser Verzaunung, die man damals Vestung nannte, eine Kirche, eine Wohnung für den Bischof und einige Domherrn, eine andere für die Ritter und die Besatzung nebst den erforderlichen Magazinen erbaut, in der Gegend der heutigen Schloßkirche aber noch eine Vorburg oder ein Aussenwerk angelegt. Gegen Osten wurde ein Graben gezogen, der Katzbach gedämmt und ein anderer Graben zur Treibung einer Mühle in derjenigen Gegend angelegt, die noch jetzt der Mühlenberg heißt. König Ottokar unterstützte den Orden, an dessen Spitze damals in Preußen der Landmeister Heinrich von Weida stand, nicht blos mit Geld während des Baues, sondern ließ auch einen großen Theil des mitgebrachten Heeres zur Besatzung des neuen Schlosses und zum Anbau der umliegenden Gegend zurück. Diese aber muß auch von den unterjochten Samländern bevölkert geblieben seyn, weil sich die alten Namen vieler Orte, die folglich unzerstört blieben, in der Nachbarschaft von Königsberg erhalten haben.“